# Unité urbaine de Blaye
L'unité urbaine de Blaye est une unité urbaine française centrée sur la ville de Blaye, une des sous-préfectures du département de la Gironde.

## Données globales
En 2010, selon l'Insee, l'unité urbaine de Blaye est composée de huit communes, toutes situées dans l'arrondissement de Blaye, subdivision administrative du département de la Gironde.
Lors de la redéfinition des périmètres des unités urbaines de 2020, l'unité urbaine de Blaye a intégré la commune de Saint-Paul, portant ainsi son nombre de communes à neuf.
L'unité urbaine de Blaye représente le pôle urbain de l'aire d'attraction de Blaye qui est composée de 13 communes.

## Délimitation de l'unité urbaine de 2020
Liste des communes appartenant à l'unité urbaine de Blaye selon la nouvelle délimitation de 2020 et sa population municipale en 2018.
| Nom                     | Code Insee | Statut | Superficie (km2) | Population (dernière pop. légale) | Densité (hab./km2) |
| ----------------------- | ---------- | ------ | ---------------- | --------------------------------- | ------------------ |
| Blaye                   | 33058      |        | 6,42             | 5 017 (2022)                      | 781                |
| Cars                    | 33100      |        | 11,1             | 1 219 (2022)                      | 110                |
| Cartelègue              | 33101      |        | 11,45            | 1 297 (2022)                      | 113                |
| Fours                   | 33172      |        | 4,64             | 265 (2022)                        | 57                 |
| Mazion                  | 33280      |        | 3,71             | 545 (2022)                        | 147                |
| Saint-Genès-de-Blaye    | 33405      |        | 7,41             | 495 (2022)                        | 67                 |
| Saint-Martin-Lacaussade | 33441      |        | 3,94             | 1 166 (2022)                      | 296                |
| Saint-Paul              | 33458      |        | 10,87            | 1 032 (2022)                      | 95                 |
| Saint-Seurin-de-Cursac  | 33477      |        | 2,36             | 773 (2022)                        | 328                |

## Évolution démographique
L'évolution démographique ci-dessous concerne l'unité urbaine de Blaye délimitée selon le périmètre de 2020.
| 1968  | 1975  | 1982   | 1990  | 1999   | 2009   | 2014   | 2017   | 2018   |
| ----- | ----- | ------ | ----- | ------ | ------ | ------ | ------ | ------ |
| 8 689 | 8 561 | 10 162 | 9 748 | 10 275 | 11 054 | 11 216 | 11 421 | 11 440 |

| 2022   | - | - | - | - | - | - | - | - |
| ------ | - | - | - | - | - | - | - | - |
| 11 809 | - | - | - | - | - | - | - | - |

### Articles externes
- L'unité urbaine de Blaye sur le splaf Gironde
- Composition communale de l'unité urbaine de Blaye selon le zonage de 2010
- Composition communale de l'unité urbaine de Blaye selon le nouveau zonage de 2020
- Données statistiques de l'INSEE sur l'unité urbaine de Blaye en 2009 (document pdf)